# Johannesberg (Fulda)
Johannesberg ist ein Stadtteil der osthessischen Stadt Fulda. Der südwestlich der Stadt kurz vor der Einmündung des Gieselbachs in die Fulda gelegene Ort wurde 1972 eingemeindet.

## Geschichte

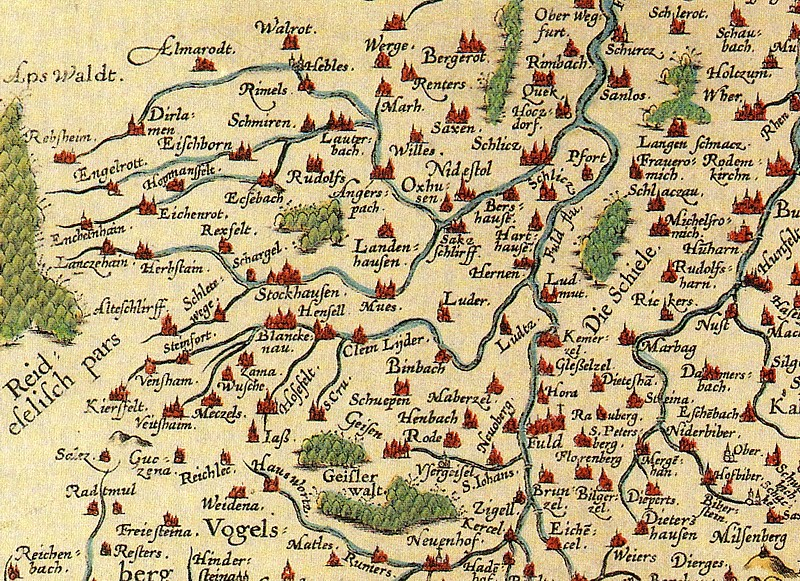
Lage von Johannesberg (S.Johans) auf einer Kartes des Hochstifts Fulda von 1574

Im Jahre 811 wurde die vom dritten Abt des Klosters Fulda, Ratgar, erbaute erste Johannesberger Kirche von Erzbischof Richulf von Mainz geweiht. Nach der Errichtung eines Benediktiner-Nebenklosters (836) durch Rabanus Maurus wurde um das Jahr 1000 an Stelle der alten Kirche eine romanische Basilika erbaut, die im Laufe der folgenden Jahrhunderte mehrfach ausbrannte und geplündert wurde. Gleichzeitig wuchs stetig die Bedeutung der Propstei, während das Klosterleben in den Hintergrund trat.
Von 1686 an wurde die im 16. Jahrhundert wieder aufgebaute Kirche unter den Pröpsten Bonifatius von Buseck und vor allem unter Conrad von Mengersen umgestaltet und erhielt ihre barocke Form, die im Wesentlichen heute noch erhalten ist. Ebenso wurde die Propstei ausgebaut und erhielt zahlreiche Gebäude und eine Gartenanlage. Im Zuge der Säkularisation entstand 1802 aus der Propstei eine Staatsdomäne, deren etwa 300 ha großes Gebiet bis 1968 durch die Familie Klostermann bewirtschaftet wurde.
In den folgenden Jahren wurden das Schloss und die zugehörigen Gebäude renoviert und beherbergte das Deutsche Zentrum für Handwerk und Denkmalpflege. Nach dessen Insolvenz wird heute dessen Arbeit durch die Propstei Johannesberg gGmbH fortgesetzt.
Am 1. August 1972 wurde die bis dahin selbständige Gemeinde Johannesberg im Zuge der Gebietsreform in Hessen kraft Landesgesetz in die Stadt Fulda eingegliedert.

### Einwohnerentwicklung
| • 1812: | 13 Feuerstellen, 162 Seelen |

| Johannesberg: Einwohnerzahlen von 1812 bis 2017 | Johannesberg: Einwohnerzahlen von 1812 bis 2017 | Johannesberg: Einwohnerzahlen von 1812 bis 2017 | Johannesberg: Einwohnerzahlen von 1812 bis 2017 | Johannesberg: Einwohnerzahlen von 1812 bis 2017 |
| --- | ----------------------------------------------- | ----------------------------------------------- | ----------------------------------------------- | ----------------------------------------------- |
| Jahr |                                                 |                                                 |                                                 | Einwohner                                       |
| 1812 | 1812                                            |                                                 | 140                                             | 140                                             |
| 1834 | 1834                                            |                                                 | 153                                             | 153                                             |
| 1840 | 1840                                            |                                                 | 188                                             | 188                                             |
| 1846 | 1846                                            |                                                 | 180                                             | 180                                             |
| 1852 | 1852                                            |                                                 | 175                                             | 175                                             |
| 1858 | 1858                                            |                                                 | 172                                             | 172                                             |
| 1864 | 1864                                            |                                                 | 161                                             | 161                                             |
| 1871 | 1871                                            |                                                 | 154                                             | 154                                             |
| 1875 | 1875                                            |                                                 | 165                                             | 165                                             |
| 1885 | 1885                                            |                                                 | 179                                             | 179                                             |
| 1895 | 1895                                            |                                                 | 172                                             | 172                                             |
| 1905 | 1905                                            |                                                 | 222                                             | 222                                             |
| 1910 | 1910                                            |                                                 | 232                                             | 232                                             |
| 1925 | 1925                                            |                                                 | 272                                             | 272                                             |
| 1939 | 1939                                            |                                                 | 348                                             | 348                                             |
| 1946 | 1946                                            |                                                 | 428                                             | 428                                             |
| 1950 | 1950                                            |                                                 | 455                                             | 455                                             |
| 1956 | 1956                                            |                                                 | 430                                             | 430                                             |
| 1961 | 1961                                            |                                                 | 381                                             | 381                                             |
| 1967 | 1967                                            |                                                 | 417                                             | 417                                             |
| 1970 | 1970                                            |                                                 | 388                                             | 388                                             |
| 1988 | 1988                                            |                                                 | 422                                             | 422                                             |
| 2010 | 2010                                            |                                                 | 787                                             | 787                                             |
| 2013 | 2013                                            |                                                 | 748                                             | 748                                             |
| 2015 | 2015                                            |                                                 | 751                                             | 751                                             |
| 2016 | 2016                                            |                                                 | 763                                             | 763                                             |
| 2017 | 2017                                            |                                                 | 757                                             | 757                                             |
| Datenquelle: Historisches Gemeindeverzeichnis für Hessen: Die Bevölkerung der Gemeinden 1834 bis 1967. Wiesbaden: Hessisches Statistisches Landesamt, 1968. Weitere Quellen: ; 2010,2012,2015: |                                                 |                                                 |                                                 |                                                 |

### Religionszugehörigkeit
Quelle: Historisches Ortslexikon
| • 1885: | 17 evangelische (= 9,50 %), 162 katholische (= 90,50 %) Einwohner  |
| • 1961: | 55 evangelische (= 14,44 %), 326 katholische (= 85,56 %) Einwohner |

## Sehenswürdigkeiten und Kultur
- Johanneskirche

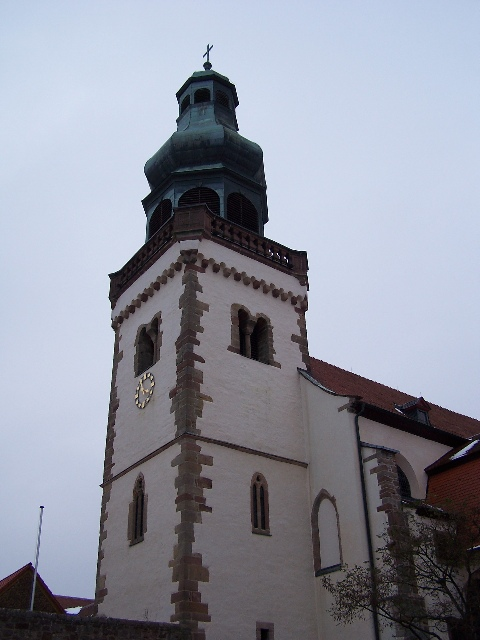
Die Kirche von Johannesberg
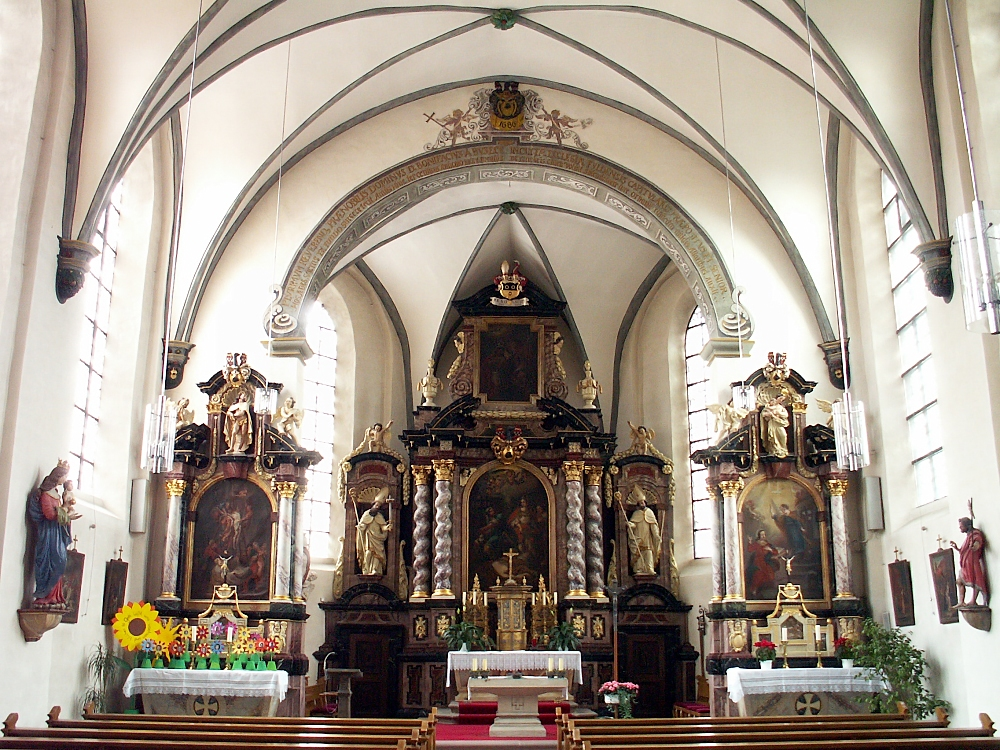
St. Johannes d. T., Innenraum
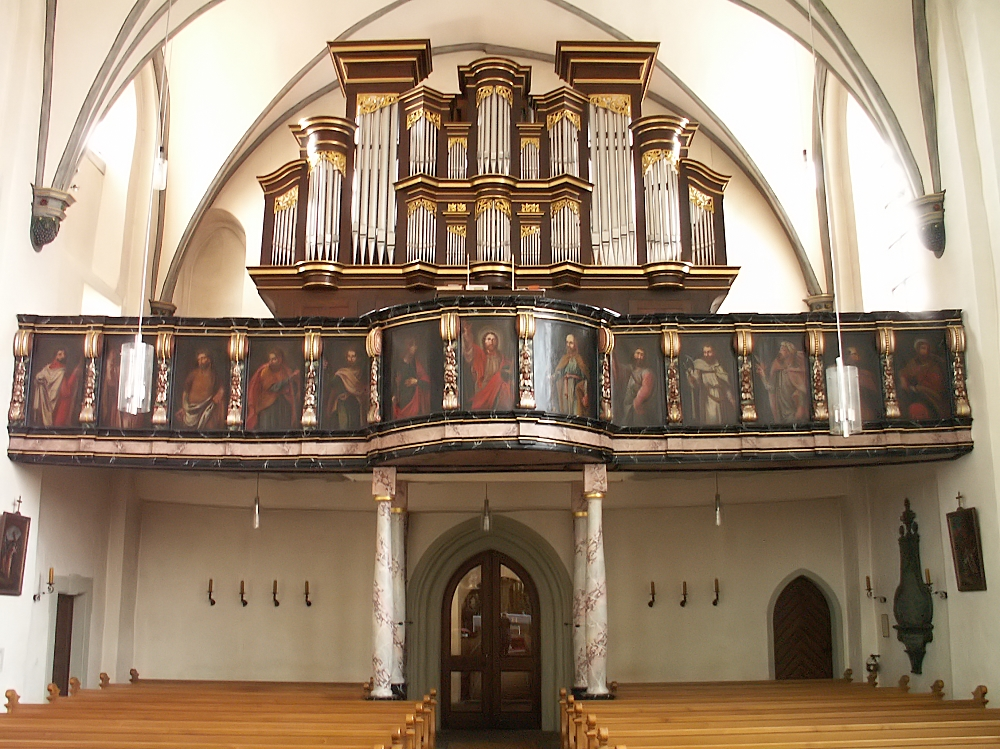
St. Johannes d. T., Orgelempore
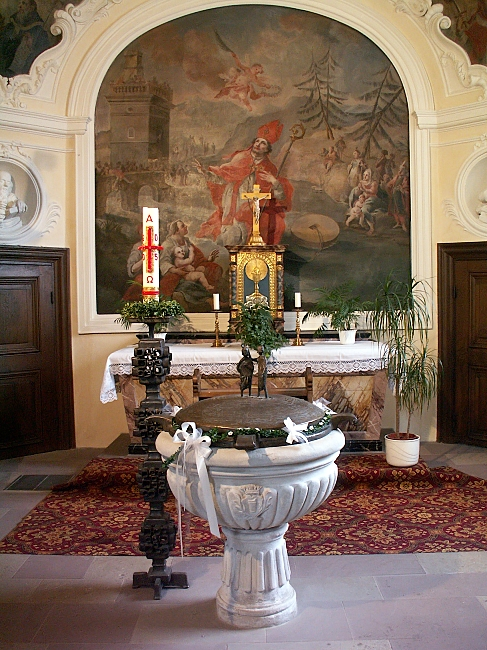
St. Johannes d. T., Blick auf den Taufstein

## Verkehr
Der nächstgelegene Regional-/Fernverkehrsbahnhof ist der Bahnhof Fulda. Johannesberg erreicht man mit der Linie 7 der RhönEnergie, Fulda die alle 30–60 Min. verkehrt.
Über die Straße ist Johannesberg über die Bundesstraße 27, Ausfahrt Bronnzell, erreichbar. Nördlich des Stadtteils verläuft die Fuldaer Westumgehung mit der Ausfahrt Fulda-Johannesberg/-Sickels.